# Макасарашвили, Георгий Иванович
Георгий Иванович Макасарашвили (род. 24 мая 1958) — советский борец вольного стиля, бронзовый призёр чемпионатов СССР, чемпион летней Универсиады 1981 года в Бухаресте, бронзовый призёр чемпионатов Европы, мастер спорта СССР международного класса.

## Карьера
Выступал в весовых категориях до 74-82 кг. Представлял спортивные клубы «Буревестник» и «Вооружённые Силы» (Тбилиси). Тренировался под руководством Г. Р. Сагарадзе и Б. Г. Сиукаева. В 1980—1983 годах был членом сборной команды СССР. В 1983 году оставил большой спорт.

## Выступления на чемпионатах СССР
- Чемпионат СССР по вольной борьбе 1980 года — ;
- Чемпионат СССР по вольной борьбе 1981 года — ;
- Чемпионат СССР по вольной борьбе 1982 года — ;